# گمینا سوابوشوو
گمینا سوابوشوو (به لهستانی:  Gmina Słaboszów) یک گمینا در لهستان است که در شهرستان میخوف واقع شده‌است. گمینا سوابوشوو ۷۶٫۹۶ کیلومتر مربع مساحت و ۳٬۸۳۹ نفر جمعیت دارد.